# 查爾斯冰原島峰
73°19′S 2°10′W / 73.317°S 2.167°W
查爾斯冰原島峰，是南極洲的冰原島峰，位於毛德皇后地的瑪塔公主海岸，挪威製圖師根據探險隊的測量和拍攝的空中照片繪入地圖，現時由南極條約體系管理。